# Euchrepomis spodioptila
El tiluchí piojito (Euchrepomis spodioptila), también denominado hormiguerito piojito (en Venezuela), hormiguerito lomirrojo (en Colombia) u hormiguerito de ala ceniza (en Perú), es una especie de ave paseriforme perteneciente al género Euchrepomis de la familia Thamnophilidae. Hasta recientemente estaba incluido en el género Terenura, de donde fue separada en 2012. Es nativo del escudo guayanés y de la región amazónica en Sudamérica.

## Distribución y hábitat
Se distribuye por el sur de Venezuela, Guyana, Surinam, Guayana francesa, y noreste de la Amazonia brasileña, hasta el centro sur de la Amazonia; y en el sureste de Colombia, extremo noreste de Ecuador, noreste de Perú y noroeste de la Amazonia brasileña. Ver detalles en Subespecies.
Sus hábitat natural es el dosel de las selvas húmedas tropicales de las regiones bajas, a menos de 1100 m de altitud, donde es considerada bastante común.

## Descripción
En promedio mide 10 cm de longitud. El macho presenta corona negra, cuello y cara grises, con estrecha franja superciliar blanca; el dorso y la grupa son rojizos a rufos; el vientre y el pecho son blancos; las alas son negras con dos barras blancas y la cola es negruzca. En la hembra, la corona es rufa, la franja superciliar color ante, el dorso castaño y la grupa rufa.

## Sistemática

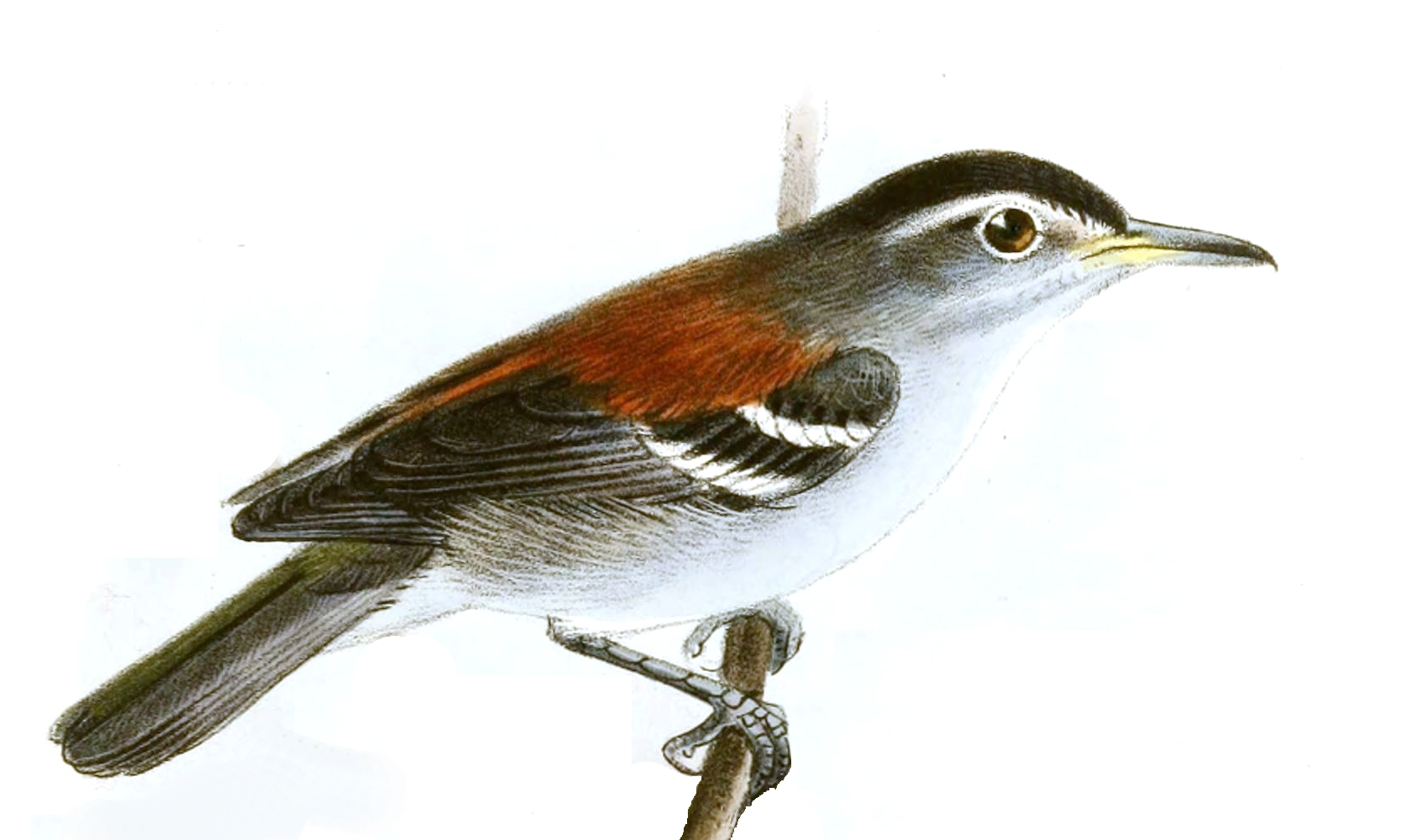
Terenura spodioptila, ilustración de Keulemans para The Ibis, a Quarterly Journal of Ornithology de Salvin y Sclater, 1881.

### Descripción original
La especie E. spodioptila fue descrita por primera vez por los zoólogos británicos Philip Lutley Sclater y Osbert Salvin en 1881, bajo el nombre científico Terenura spodioptila; localidad tipo «Bartica Grove, Guyana».

### Etimología
El nombre genérico femenino «Euchrepomis» deriva del griego euchrôs (de colores brillantes) y epômis (región de la espalda), en referencia al color amarillo o rufo-anaranjado brillante de las plumas cobertoras secundarias menores de los machos, una característica única dentro de la familia Thamnophilidae; y el nombre de la especie «spodioptila», deriva del griego «spodios»: color de ceniza y «ptilon»: alas.; «alas color de ceniza».

### Taxonomía
Trabajos anteriores ya indicaban que el género Terenura estaba hermanado con todo el resto de la familia Thamnophilidae, o sea, era basal a la familia. Los estudios de filogenia molecular de Bravo et al. (2012) comprobaron que Terenura era polifilético y que las cuatro especies andino-amazónicas Euchrepomis callinota, E. sharpei, E. humeralis y la presente, no estaban ni cercanamente emparentadas con la especie tipo del género, Terenura maculata. Más allá, demostraron que estas cuatro especies no estaban particularmente relacionadas con ningún otro tamnofílido y que representaban un clado hermanado con todos los otros miembros de la familia. Para este clado fue descrito un nuevo género Euchrepomis. El relevante cambio taxonómico fue aprobado en la Propuesta N° 557 al Comité de Clasificación de Sudamérica (SACC).

### Subespecies
Según la clasificación del Congreso Ornitológico Internacional (IOC) y Clements Checklist v.2017, se reconocen tres subespecies, con su correspondiente distribución geográfica:
- Euchrepomis spodioptila signata (Zimmer, JT, 1932) – sureste de Colombia (Caquetá, Guainía), extremo noreste de Ecuador (Sucumbíos al norte del río Aguarico), noreste de Perú (Loreto al norte del río Napo) y noroeste de la Amazonia brasileña (región del alto río Negro).
- Euchrepomis spodioptila spodioptila (Sclater & Salvin, 1881) – sur de Venezuela (Amazonas, Bolívar), las Guayanas y noreste de la Amazonia en Brasil (Roraima, región del bajo río Negro, norte de Pará, Amapá).
- Euchrepomis spodioptila meridionalis (Snethlage, 1925) – centro sur de la Amazonia brasileña entre el bajo río Madeira y el bajo río Tapajós.

La subespecie meridionalis es muy poco conocida y la forma propuesta elaopteryx (de la Guayana francesa y adyacente noreste de Brasil) es indistinguible de la subespecie nominal.